# Cerro Largo Fútbol Club
La asociación civil, social y cultural Cerro Largo Fútbol Club es un club de fútbol uruguayo, de la ciudad de Melo, Cerro Largo. Fue fundado en 19 de noviembre de 2002. Participa en la Primera División Profesional de Uruguay. 
Ha disputado torneos internacionales, el más importante a nivel continental, la Copa Libertadores de América, en una ocasión, en 2020 y el segundo de mayor importancia a nivel continental, la Copa Sudamericana, en cinco ocasiones: 2012, 2021, 2022, 2024 y 2025.
Cuenta con un título a nivel local: el Campeonato Uruguayo de Segunda División Profesional de 2018, siendo este su último pasaje por la Segunda División.

## Historia

### Fundación
A fines del año 2002 reunía a los clubes de la Asociación Departamental de Fútbol de Cerro Largo y a los de la Liga Regional de Fútbol de Río Branco con el objetivo de crear un equipo que representase al departamento en el Campeonato Uruguayo de la AUF. El 22 de noviembre de 2002, se funda, acta mediante, el Cerro Largo Fútbol Club con el apoyo de los 18 equipos de Melo (Artigas, Boca Juniors, Conventos, Deportivo Sauce, Ferrocarril, Fraile Muerto, Juventus, Melo Wanderers,  Mendoza, Nacional, Naranjo, Olimpia, Peñarol, Porvenir, Racing, River Plate, San Salvador y Universal) y dos de Río Branco (Artigas y Olimar). La camiseta a bastones blancos y azules está inspirada en la que utiliza históricamente la Selección Departamental.
A comienzos del año 2003 la AUF aprobó el ingreso directo del club a la Segunda División Profesional.

### Primeros años
El primer partido de su historia fue el 3 de mayo de 2003 como local en el Estadio Municipal Arquitecto Antonio Eleuterio Ubilla, logrando su primera victoria por 2-1 ante El Tanque Sisley con dos goles de Gabriel Ramírez. Su primera victoria como visitante fue en la cuarta fecha de ese campeonato el 31 de mayo, 5-1 sobre Colón. Ese año terminó 9° en la tabla acumulada.
En la siguiente temporada tuvo una pobre actuación terminando en la 13° posición de la Tabla General. Para el 2005 realiza una temporada mediocre finalizando 7°. En la primera mitad del 2006 se jugó un Torneo Especial a una sola rueda con la finalidad de acomodar el calendario futbolístico uruguayo con el europeo. Otra vez realiza una campaña irregular que lo deja en la 8ª posición.
Para la temporada 2006/2007 con Juan Jacinto Rodríguez como DT, comenzaría a ser protagonista terminando 2° en la Tabla Anual, detrás de Fénix que ascendió sin ganar ninguno de los torneos cortos. Definió el Tercer ascenso frente a Juventud, campeón del Clausura, que venía de perder una oportunidad de ascender ante Cerro, campeón del Apertura. El partido de ida en Las Piedras fue 0-0 y la revancha en la ciudad de Treinta y Tres, ya que Cerro Largo tenía suspendido su estadio terminó 1-1 y en el alargue Juventud logró el 2-1 y se quedó con el ascenso.

### Ascenso y Primera División
Al año siguiente fue contratado Danielo Núñez como técnico y el equipo nuevamente termina 2° en la Tabla Anual detrás de Racing, obteniendo el derecho de disputar el segundo ascenso contra Cerrito, campeón del Clausura. La ida fue en el Estadio Parque Luis Méndez Piana en Montevideo con victoria para Cerro Largo por 2-0. la vuelta en Melo también fue victoria arachana por 3-2 logrando así el ascenso a Primera División.
En la temporada 2008-2009 con Wilmar Cabrera como técnico realiza su debut en Primera División frente a Danubio en Melo con una derrota 1-0. La primera victoria en la división de privilegio llegó en la 11ª fecha del Apertura cuando venció de local a Villa Española por 2-0. Después de realizar un mal Apertura consigue mejores resultados en el Clausura, incluyendo un empate 2-2 frente a Nacional en el Gran Parque Central y un 3-2 frente a Defensor en el Arquitecto Ubilla. Lo que le alcanzó para permanecer por décimos de puntos en Primera División.
Para el Campeonato 2009-2010 continúan las irregularidades y después de dos temporadas Cerro Largo desciende en la 14ª fecha del Clausura.

### Breve regreso a Segunda División
Nuevamente con Danielo Nuñez como técnico reemprende la lucha por volver a Primera. El Campeonato Uruguayo de Segunda División 2010-11 fue un torneo único a dos ruedas. Cerro Largo se ubica 6.º accediendo a la eliminatoria para decidir el tercer ascenso. Tras ganarle la semifinal a Atenas 1-0 tanto en Melo como en San Carlos, llega a la final contra Boston River. La ida se jugó en Melo y terminó en empate 2-2. La vuelta jugada en el Estadio Charrúa de Montevideo terminó 1-1. En el alargue el marcador se modificó para marcar otro empate 2-2. En la definición por penales, Ramiro Bentancur, arquero de Cerro Largo se lució atajando dos penales para así ganar por 5-4 y lograr el segundo ascenso. El delantero Simón Pagua resultó clave, al anotar goles en los cuatro partidos disputados durante los play-offs.

### Retorno a Primera y clasificación a la Copa Sudamericana
Nuevamente en Primera División para la Temporada 2011-2012 llegaría una campaña histórica para el club. Por primera vez lleva a un equipo grande a su Estadio, en este caso a Peñarol, con quien empató 0-0 por el Torneo Apertura obteniendo sus primeros puntos en la historia ante dicho rival. Por su parte el otro equipo grande del fútbol uruguayo, Nacional, visitó el Ubilla por primera vez el 31 de marzo de 2012, partido que terminó con victoria del Cerro Largo 4 a 2; siendo además la primera victoria arachana ante uno de los grandes. Como curiosidad del partido, el Cerro Largo ya ganaba 3:0 apenas iban solo 14 minutos de juego.
Gracias a solo haber perdido 2 partidos y empatar otros 2 de local en toda la temporada logró el 5° lugar en el Torneo Apertura 2011 y nuevamente el 5° en el Torneo Clausura 2012 para alcanzar la 4° posición en la Tabla Anual y así clasificar por primera vez en su corta historia a la Copa Sudamericana, siendo el primer equipo del Interior en lograrlo, el segundo en clasificar a un torneo importante organizado por la Conmebol, luego de que Rocha FC participara de la Copa Libertadores 2006. Claves en el equipo resultaron los goles de Rino Lucas y del juvenil Sebastián Sosa (hijo del "Mosquito", gerente deportivo del club) que al finalizar la temporada fue transferido al Palermo de Italia.
En la primera Fase de la Copa Sudamericana 2012 le tocó enfrentar al Club Aurora de Bolivia. El partido de ida fue una derrota 2-1 en el Estadio Félix Capriles en la altura de Cochabamba. Santiago Barboza marcó el primer tanto a nivel internacional. La vuelta se realizó en un remozado Estadio Arquitecto Ubilla, pese a esto el partido terminó 0-0 quedando eliminado.

### Posteriormente al ascenso y Copas Internacionales
A nivel local, la campaña 2012-13 resultó la peor de la historia, finalizando 16.º (última posición) con 27 puntos, comprometiendo mucho el futuro del club en cuanto a la permanencia en Primera División, por su peligrosa posición de inicio en la Tabla del Descenso.
En la temporada 2013-14 se realizan varias incorporaciones de renombre como Bruno Silva (exjugador del FC Groningen, Ajax y de la Selección Uruguaya), Diego de Souza, Gustavo Aprile e Ignacio Nicolini (a préstamo de Peñarol). Luego de un Torneo Apertura irregular, donde a pesar de eso logra imponerse 1-0 ante Peñarol en el Estadio Arquitecto Ubilla, siendo la primera vez que lograra una victoria contra dicho club, el club termina noveno aún en zona de descenso.
El torneo Clausura lo empieza con sendos empates contra los candidatos River Plate, Danubio y una victoria ante El Tanque Sisley, llegando a salir de la zona de descenso y estar a tres puntos de una nueva clasificación a Copas Internacionales. Sin embargo luego desde la Fecha 6 logra solo un punto ante Liverpool y 9 derrotas que lo llevan a descender en la Fecha 15 al perder de local contra el ya descendido Miramar Misiones por 1 a 0. Terminando el año penúltimo tanto en la Tabla anual como en la Tabla de Descenso.
Se mantuvo en Segunda División hasta la temporada 2018, donde en ese mismo año, no solo ascendieron a la Primera División, sino que lograron el título con 54 puntos, producto de 14 victorias y 9 empates.
En 2019, Cerro Largo firmó un convenio con Boca Juniors, de forma que el club argentino cedió a Mauro Luna Diale, Lucas Arzamendia y Agustín Heredia. Entre otros refuerzos, también contó con el regreso de Sebastián Sosa que aportó 11 goles en la temporada en el Torneo Apertura. Ante la ida de Sosa al Atlante, en el Torneo Clausura, Jonathan Dos Santos hizo 7 goles, siendo goleador del Torneo. En total logró 21 victorias, 6 empates y 10 derrotas en la temporada, logrando una tercera posición en la Tabla Anual con 69 puntos, clasificándose a la segunda ronda pre-clasificatoria de la Copa Libertadores 2020, siendo la primera vez en su historia en participar del máximo torneo continental.
En 2020 el club disputó la Fase 2 de la Copa Libertadores de ese año, La mayor competencia a nivel continental, enfrentando a Palestino de Chile igualando 1-1 en la ida partido que el club ofició de local en el Estadio Domingo Burgueño Miguel de la ciudad de Maldonado a 323 km de la ciudad de Melo. Perdiendo 5-1 a vuelta en Chile. Esa temporada el Campeonato Uruguayo de Primera División 2020, culminaría en 5.º lugar, con 50 puntos, clasificándose a la  Copa Sudamericana 2021, siendo el primer club del interior del país en clasificarse en dos ocasiones seguidas a competiciones internacionales.
En 2021 el club disputó la  Primera fase de la  Copa Sudamericana 2021 enfrentando a Peñarol, por problemas por la Pandemia Covid-19 el club ofició de local en Montevideo, a 399 km de Melo, en el Estadio Alfredo Viera empatando 2-2 con un gol de Enzo Borges a los 95 minutos del partido. El partido de vuelta sería derrota para el conjunto "arachán" por 4-1 en Estadio Campeón del Siglo, no logrando acceder a la fase de grupos. En esta temporada a nivel local el club terminaría al igual que la temporada anterior en el 5.º lugar , con 48 puntos en la tabla anual.  Temporada en la que el club fue penalizado con la quita de 1 punto, por una posible comunicación de su entrenador Danielo Nuñez con sus jugadores en el entretiempo de un partido con Nacional, estando el técnico suspendido por haber sido expulsado, el caso estuvo cerca de llevarse a resolver al TAS, pero la falta de recursos y que la diferencia con el 4.º, Montevideo City Torque, era mayor a un punto, hicieron que no se llevara el caso al tribunal de arbitraje. De todas maneras la gran campaña del club lo clasificó nuevamente en la Copa sudamericana. El club arachán contó para el torneo clausura del campeonato uruguayo, a Alexander Domínguez golero ecuatoriano, quien estando en el club fue citado a la Selección de Ecuador, para las eliminatorias para el Mundial de Catar de 2022, quien participó del mismo ya no siendo jugador de Cerro Largo. 
En 2022 el club disputó por segundo año consecutivo la Copa Sudamericana disputando la Primera fase contra Montevideo Wanderers perdiendo los dos partidos, 2-1 y 1-0.  Disputando el último de local en el Estadio Centenario. En esta temporada el club "arachán" no lograría clasificarse a competiciones internacionales para el año siguiente, terminando 11° en el campeonato, manteniéndose por  5.º año consecutivo en la mayor división de futbol de Uruguay. Al finalizar la temporada el club vencería en un torneo amistoso a River Plate por la Copa Ciudad de Cerro Largo por los festejos de los 20 años del club de Cerro Largo.
En 2025 el club disputó por tercera vez la Copa Sudamericana disputando la Primera fase contra Danubio Empatando 2-2 y ganando los penales 4-3 y clasificándose por primera vez a la fase de grupos de la Copa Sudamericana. Fase de grupos donde enfrentaría a Universidad Católica de Ecuador, Vitória de Brasil y Defensa y Justicia de Argentina, logrando vencer al equipo brasilero y argentino en calidad de visitante, lo que le permitió la clasificación al Play-off de octavos de final de la Copa, algo histórico para el club, siendo además el único de los 3 equipos compatriotas en poder avanzar de fase en dicha edición. Serie eliminado por Central Córdoba (SdE) tras empatar en el primer enfrentamiento 0-0, cayendo de local 0-3, el club obtendría mas puntos jugando en condición de visitante que de local jugando todos sus partidos en Montevideo.

## Símbolos
Los colores del club, azul y blanco, provienen de los colores históricos de la Selección de fútbol de Cerro Largo, así mismo el diseño del uniforme titular a bastones verticales de esos colores. La actual bandera departamental también utiliza los mismos colores.

### Escudo y bandera
El escudo se compone de un círculo blanco, con la inscripción "C L", siglas del club, en azul, rodeado de la silueta de pequeñas estrellas, de borde también azul. Alrededor hay un grueso borde azul, donde se ubica el nombre completo de la institución. Por su parte, la bandera contiene el escudo en el centro y por debajo de él hay tres bastones horizontales azules y dos blancos.
|                 |
| Bandera oficial |

|                |
| Escudo Oficial |

## Uniforme
Los uniforme titular, de bastones verticales azules y blancos proviene del uniforme de la Selección de fútbol de Cerro Largo. Mientras tanto, como uniforme de alternativa ha utilizado variadas equipaciones: blanco, azul, negro, naranja, celeste, verde. Se destaca entre ellos la utilización del color naranja en varias ocasiones, mientras que el diseño mas peculiar fue en la temporada 2024 utilizando una vestimenta inspirada en el carnaval de Melo.
- Uniforme titular: Camiseta blanca con rayas azules, pantalón blanco, medias blancas.
- Uniforme alternativo: Camiseta negra, pantalón negro, medias negras.

|  |  |  |  |

#### Patrocinios y Proveedores
| Periodo        | Patrocinador Principal            | Patrocinador Secundario            |
| -------------- | --------------------------------- | ---------------------------------- |
| 2002-2006      | -                                 | -                                  |
| 2007           | Intendencia de Cerro Largo Garmen |                                    |
| 2008           | Nuñez Intendencia de Cerro Largo  | Luber Finer Pul Antel              |
| 2009-2011      | Nuñez                             | Luber Finer Pul Antel              |
| 2012-2013      | Nuñez Microsules                  | Luber Finer Pul Antel              |
| 2014-2015      | Nuñez                             | Antel                              |
| 2016-2017      | Rinde 2 Nuñez                     | Antel                              |
| 2018           | Rinde 2                           | Antel                              |
| 2019           | Microfin                          | Antel Hotel Asturias               |
| 2020           | Testa Sports                      | Hotel Imperial                     |
| 2021- 2022     | Alprestamo                        | Hotel Imperial Antel DECATUR S.R.L |
| 2023-2024      | Silveira                          | Hotel Imperial Antel DECATUR S.R.L |
| 2024- 2025     | Link-Belt Escava Tours            | Hotel Imperial Antel DECATUR S.R.L |
| 2025- Presente | The la Planta                     | Antel DECATUR S.R.L                |

| Periodo       | Proveedor  |
| ------------- | ---------- |
| 2002-2005     | -          |
| 2006-2007     | For export |
| 2007-2009     | Patrick    |
| 2009-2011     | Mgr Sport  |
| 2011-2012     | Mass       |
| 2013          | Mgr Sport  |
| 2014-2022     | Matgeor    |
| 2022-Presente | Concreto   |

## Autoridades

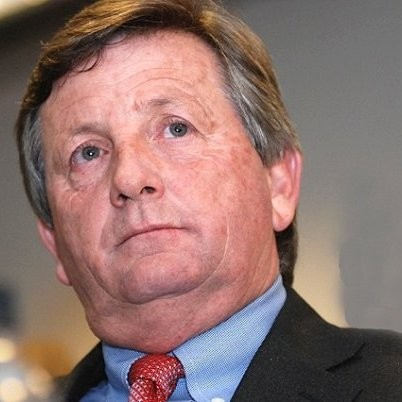
Ernesto Dehl, actual Presidente del Club.

La comisión directiva cuenta con 18 integrantes y está comandada por el presidente de la institución.
El actual presidente de Cerro Largo Fútbol Club es el Dr. Ernesto Dehl, de profesión abogado, es quien lleva el mando desde el año 2006. Es además uno de los precursores de la integración del futbol del interior con el capitalino.

## Estadio

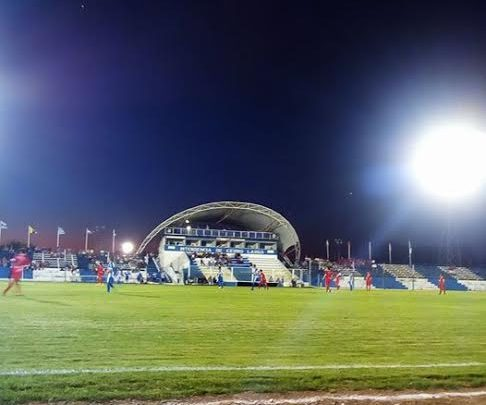
Estadio Arquitecto Antonio Eleuterio Ubilla.

Cerro Largo juega de local en el Estadio Municipal Arquitecto Antonio Eleuterio Ubilla de la ciudad de Melo.
El mismo es propiedad de la Intendencia de Cerro Largo, pero el club tiene la concesión del mismo, mientras este dispute campeonatos en forma profesional. Comparte su uso con la Selección Departamental Mayor, la Selección Departamental Sub-18 y con los clubes de la Liga Departamental de Fútbol de Cerro Largo.
Fue habilitado por la AUF para recibir a los equipos grandes y por la Conmebol para recibir partidos de Copa.

### Remodelación

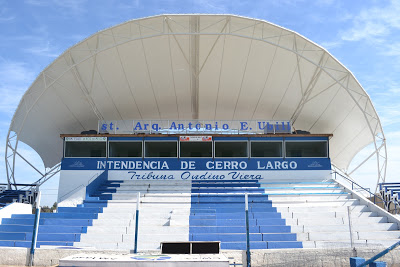
Remodelación del Estadio Ubilla

En 2012 fue remodelado y se mejoró su infraestructura y hoy cuenta con una capacidad máxima de 7 000 espectadores, esto fue para que Cerro Largo Fútbol Club disputara la Copa Sudamericana.
El martes 14 de agosto de 2012, el Estadio Ubilla recibió su primer partido internacional: empate a cero entre Cerro Largo y Aurora de Bolivia. EL 6 de marzo de 2025 El estadio del Arachán volvería a recibir un encuentro internacional, esta vez entre el conjunto local de Cerro Largo contra Danubio, por la primera fase de Copa Sudamericana 2025 con un resultado a favor del conjunto local en una tanda de penales tras empatar 2-2 en el juego. Para la disputa de este juego en el escenario se realizaron varias obras exigidas por Conmebol, pese a la obras realizadas para este encuentro no pudo ser utilizado para la fase de grupos, por falta de capacidad de público. 

## Hinchada

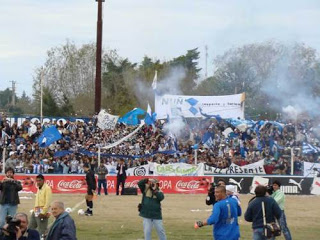
La 22, hinchada del club.

Su barra brava se denomina "La 22" y generalmente se ubica en la cabecera sur.
El equipo siempre se caracterizó por tener una buena concurrencia. Durante varias temporadas, incluyendo las que disputó en Segunda División el equipo logró un promedio de entradas solamente inferior a Peñarol y Nacional.

## Rivalidades

### Tacuarembó Fútbol Club
En el fútbol profesional tiene como clásico al Tacuarembó Fútbol Club en el llamado Clásico del Noreste, rivalidad que viene del Fútbol Amateur con los enfrentamientos entre la Selecciones Departamentales en el antiguo Campeonato del Noreste, organizado por OFI y disputado desde 1968 con la afiliación de Cerro Largo, hasta 1990 cuando Cerro Largo vuelve al Campeonato del Este. Durante estos años se registraron varios incidentes entre jugadores y parcialidades. Llevan varios años sin coincidir en la misma categoría.

### Rocha Fútbol Club
Otra rivalidad importante es ante Rocha Fútbol Club, que también proviene de los campeonatos de OFI ya que las Selecciones de Cerro Largo y Rocha han disputado el Clásico del Este desde 1927 hasta el día de hoy, excepto el tiempo que Cerro Largo estuvo en la Confederación del Noreste. CLFC y Rocha llevan mucho tiempo sin enfrentarse debido a las diferencias de categoría entre ambos clubes.

## Trayectoria deportiva
| Temporada                                      | División | Puesto | PJ | PG | PE | PP | GF | GC | Pts. | Notas                                                                                 |
| ---------------------------------------------- | -------- | ------ | -- | -- | -- | -- | -- | -- | ---- | ------------------------------------------------------------------------------------- |
| 2003                                           | 2°       | 9.º    | 25 | 10 | 7  | 8  | 40 | 30 | 37   | Temporada debut.                                                                      |
| 2004                                           | 2°       | 13.º   | 25 | 7  | 9  | 9  | 24 | 29 | 30   |                                                                                       |
| 2005                                           | 2°       | 7.º    | 27 | 8  | 10 | 9  | 34 | 40 | 34   |                                                                                       |
| 2006                                           | 2°       | 8.º    | 10 | 3  | 2  | 5  | 10 | 17 | 11   |                                                                                       |
| 2006-07                                        | 2°       | 2.º    | 28 | 16 | 6  | 6  | 40 | 32 | 54   | Derrotado en la final del play-off por Juventud.                                      |
| 2007-08                                        | 2°       | 2.º    | 32 | 19 | 6  | 7  | 51 | 33 | 63   | Asciende por segundo ascenso, venciendo a Cerrito.                                    |
| 2008-09                                        | 1°       | 12 º   | 29 | 6  | 10 | 13 | 33 | 45 | 28   |                                                                                       |
| 2009-10                                        | 1°       | 15.º   | 30 | 7  | 7  | 16 | 28 | 52 | 28   | Desciende (15° posición en el descenso).                                              |
| 2010-11                                        | 2°       | 6.º    | 22 | 8  | 9  | 5  | 30 | 24 | 33   | Asciende por play-offs (vence a Boston River).                                        |
| 2011-12                                        | 1°       | 4°     | 30 | 16 | 6  | 8  | 45 | 34 | 54   | Clasificado a la Copa Sudamericana 2012                                               |
| 2012-13                                        | 1°       | 16°    | 30 | 6  | 9  | 15 | 31 | 40 | 27   |                                                                                       |
| 2013-14                                        | 1°       | 15.º   | 30 | 7  | 7  | 16 | 32 | 58 | 28   | Desciende (15° posición en el descenso).                                              |
| 2014-15                                        | 1°       | 11.º   | 28 | 8  | 8  | 12 | 27 | 30 | 32   |                                                                                       |
| 2015-16                                        | 2°       | 2.º    | 21 | 10 | 4  | 7  | 35 | 28 | 34   | Primero del Grupo A. (invicto) Pierde la final del campeonato frente a Rampla Juniors |
| 2016                                           | 2°       | 3.º    | 12 | 8  | 3  | 1  | 17 | 8  | 27   |                                                                                       |
| 2017                                           | 2°       | 4.º    | 28 | 11 | 9  | 8  | 32 | 26 | 42   | Derrotado en play-off                                                                 |
| 2018                                           | 2°       | 1°     | 26 | 14 | 9  | 3  | 33 | 16 | 54   | Campeón y ascenso a Primera División                                                  |
| 2019                                           | 1°       | 3°     | 37 | 16 | 5  | 9  | 45 | 29 | 53   | Clasifica por primera vez a la Copa Libertadores 2020                                 |
| 2020                                           | 1°       | 6°     | 37 | 11 | 14 | 12 | 42 | 39 | 50   | Clasifica a la Copa Sudamericana 2021                                                 |
| 2021                                           | 1°       | 5°     | 30 | 12 | 11 | 7  | 44 | 33 | 46   | Clasifica a la Copa Sudamericana 2022                                                 |
| 2022                                           | 1°       | 11°    | 37 | 10 | 10 | 17 | 22 | 45 | 40   |                                                                                       |
| 2023                                           | 1°       | 7°     | 37 | 12 | 14 | 11 | 35 | 36 | 50   | Clasifica a la Copa Sudamericana 2024                                                 |
| 2024                                           | 1°       | 5°     | 37 | 15 | 9  | 13 | 37 | 34 | 54   | Clasifica a la Copa Sudamericana 2025                                                 |
| Datos actualizados al último partido: 2/5/2025 |          |        |    |    |    |    |    |    |      |                                                                                       |

## Datos estadísticos
Datos actualizados para la temporada 2025 inclusive.
- Temporadas en Primera División: 12°
  - Debut: 2008-09
  - Participaciones consecutivas desde: 2019 (7 consecutivas)
  - Mejor puesto en Primera División: 3.º (2019)
  - Peor puesto en Primera División: 16.º (2012-13)
- Temporadas en Segunda División: 12
  - Debut: 2003
  - Última participación: 2018

### Participación internacional
- Copa Sudamericana: 4
  - 2012: Primera fase.
  - 2021: Primera fase.
  - 2022: Primera fase.
  - 2025:Fase de grupos
- Copa Libertadores: 1
  - 2020: Segunda fase.

## Palmarés
| Competición nacional                             | Títulos | Subtítulos                |
| ------------------------------------------------ | ------- | ------------------------- |
| Segunda División Profesional (1/3)               | 2018    | 2006-07, 2007-08, 2015-16 |
| Torneos, Apertura y Clausura de Segunda División |         | 2007A                     |
|                                                  |         |                           |

### Torneos amistosos
- Copa Melo (1): 2005
- Copa Profesional del Este (1): 2015
- Noche Crema (1): 2020
- Copa Ciudad de Cerro Largo (1): 2022
- Copa Eduardo Arsuaga (Serie Río de la Plata) (1): 2023

## Participación internacional

### Competiciones Conmebol
| Año  | Competición       | Ronda        | Oponente             | Local | Visita | Global |
| ---- | ----------------- | ------------ | -------------------- | ----- | ------ | ------ |
| 2012 | Copa Sudamericana | Primera fase | Aurora               | 0-0   | 1-2    | 1-2    |
| 2020 | Copa Libertadores | Segunda fase | Palestino            | 1-1   | 1-5    | 2-6    |
| 2021 | Copa Sudamericana | Primera fase | Peñarol              | 2-2   | 1-4    | 3-6    |
| 2022 | Copa Sudamericana | Primera fase | Montevideo Wanderers | 0-1   | 1-2    | 1-3    |

### Partidos
Copa Sudamericana 2012
| 26 de julio de 2012 | Aurora                        | 2:1 (1:0) | Cerro Largo | Estadio Félix Capriles, Cochabamba |                            |
|                     | Rodríguez 40' · Castellón 64' | Reporte   | Barboza 84' | Árbitro(s): Ulises Mereles         | Árbitro(s): Ulises Mereles |

| 14 de agosto de 2012 | Cerro Largo | 0:0     | Aurora | Estadio Antonio Ubilla, Melo  |                               |
|                      |             | Reporte |        | Árbitro(s): Paulo De Oliveira | Árbitro(s): Paulo De Oliveira |

Copa Libertadores 2020
| 5 de febrero de 2020, 19:15 (UTC-3) | Cerro Largo | 1:1 (1:0) | Palestino   | Estadio Domingo Burgueño Miguel, Maldonado |                                |
|                                     | Borges 29'  | Reporte   | Benítez 71' | Árbitro(s): Fernando Rapallini             | Árbitro(s): Fernando Rapallini |

| 12 de febrero de 2020, 19:15 (UTC-3) | Palestino                                                  | 5:1 (2:0) | Cerro Largo | Estadio San Carlos de Apoquindo, Santiago |                           |
|                                      | Carrasco 18' · Farías 34' 76' · Benegas 71' · Tarifeño 88' | Reporte   | Borges 78'  | Árbitro(s): Nicolás Gallo                 | Árbitro(s): Nicolás Gallo |

Copa Sudamericana 2021
| 6 de abril de 2021, 21:30 (UTC-3) | Cerro Largo                     | 2:2 (0:1) | Peñarol                     | Estadio Alfredo Viera, Montevideo |                           |
|                                   | Estol 72' (pen.) · Borges 90+5' | Reporte   | Formiliano 21' · Terans 50' | Árbitro(s): Diego Riveiro         | Árbitro(s): Diego Riveiro |

| 13 de abril de 2021, 21:30 (UTC-3) | Peñarol                                            | 4:1 (3:1) | Cerro Largo | Estadio Campeón del Siglo, Montevideo |                          |
|                                    | Álvarez 4', 43' · Torres 30' · Ferreira 60' (a.g.) | Reporte   | Estol 20'   | Árbitro(s): Andrés Cunha              | Árbitro(s): Andrés Cunha |

Copa  Sudamericana 2022
| 10 de marzo de 2022, 21:30 (UTC-3) | Montevideo Wanderers    | 2:1 (0:0) | Cerro Largo | Estadio Alfredo Víctor Viera, Montevideo |                           |
|                                    | Rivero 74' · Riolfo 79' | Reporte   | Onetto 51'  | Árbitro(s): Ángel Arteaga                | Árbitro(s): Ángel Arteaga |

| 17 de marzo de 2022, 21:30 (UTC-3) | Cerro Largo | 0:1 (0:0) | Montevideo Wanderers | Estadio Centenario, Montevideo |                          |
|                                    |             | Reporte   | Pais 63'             | Árbitro(s): Kevin Ortega       | Árbitro(s): Kevin Ortega |

## Entrenadores
- ¿? (2002 - 2005)
- Juan Jacinto Rodríguez (2006 - 2007)
- Danielo Núñez (2008)
- Wilmar Cabrera (2008 - 2010)
- Santiago Ostozala (2010)
- Danielo Núñez (2011 - 2012)
- Osmar Huget (2012)
- Danielo Núñez (2013)
- Juan Jacinto Rodríguez (2013)
- Eduardo Uzal (2014)
- Danielo Núñez (2014 - 2015)
- Adrián Fernández  (2017)
- Danielo Núñez (2018 - 2022)
- Eduardo Espinel (2023)
- Ignacio Ordóñez (2023-)
- Juan Jacinto Rodriguez (2023)
- Bruno Silva (2024)